# Jessica Gal
Jessica Shelley Isabel Gal (* 6. Juli 1971 in Amsterdam) ist eine ehemalige niederländische Judoka. Sie gewann vier Europameistertitel in drei verschiedenen Gewichtsklassen.

## Sportliche Karriere
Jessica Gal war 1985 erstmals niederländische Jugendmeisterin, 1986 war sie Dritte der Junioreneuropameisterschaften im Extraleichtgewicht. Im November 1987 wurde sie Junioreneuropameisterin. Vierzehn Tage später trat sie in Essen bei den Weltmeisterschaften in der Erwachsenenklasse an und gewann eine Bronzemedaille. 1988 wurde sie durch einen Sieg über die Ungarin Katalin Parragh Europameisterin. Bei den Olympischen Sommerspielen 1988 wurden Wettbewerbe im Frauenjudo als Demonstrationssportart angeboten. Beim olympischen Turnier unterlag Jessica Gal in ihrem ersten Kampf der Brasilianerin Monica Angelucci und schied aus. Ende 1988 gewann Jessica Gal eine Silbermedaille bei den Junioreneuropameisterschaften. Nach 1988 siegte Jessica Gal 1989 zum zweiten Mal bei den Niederländischen Landesmeisterschaften im Extraleichtgewicht. Bei den Weltmeisterschaften 1989 in Belgrad gewann sie noch einmal Bronze.
Ende 1989 gewann Gal die Junioreneuropameisterschaften im Halbleichtgewicht, der Gewichtsklasse bis 52 Kilogramm. In ihrer neuen Gewichtsklasse belegte sie bei den Europameisterschaften 1990 den siebten Platz. Zum Jahresende 1990 siegte sie bei den Weltmeisterschaften der Studierenden. 1991 wurde sie mit einem Sieg über die Britin Karen Cusack Europameisterin. Bei den Weltmeisterschaften in Barcelona belegte sie den fünften Platz. 1992 unterlag sie im Finale der Europameisterschaften der Britin Loretta Doyle. Bei der olympischen Premiere des Frauenjudo 1992 in Barcelona gewann sie im Viertelfinale gegen die Portugiesin Paula Saldanha. Im Halbfinale unterlag sie der Japanerin Noriko Mizoguchi und im Kampf um eine Bronzemedaille der Britin Sharon Rendle, so dass sie den fünften Platz belegte.
Nach den Olympischen Spielen stieg die 1,62 m große Jessica Gal ins Leichtgewicht auf, die Gewichtsklasse bis 56 Kilogramm. In dieser Gewichtsklasse wurde sie Ende 1992 erstmals Niederländische Meisterin. Bei den Weltmeisterschaften 1993 in Hamilton unterlag Gal im Halbfinale der Britin Nicola Fairbrother, den Kampf um eine Bronzemedaille gewann sie gegen die Ungarin Maria Pekli. 1994 traf sie Finale der Europameisterschaften in Danzig erneut auf Fairbrother, Gal gewann den Kampf und ihren dritten Europameistertitel. Bei den Europameisterschaften 1995 in Birmingham unterlag Gal im Halbfinale der Spanierin Isabel Fernández, sicherte sich aber durch einen Sieg über die Französin Karine Petit eine Bronzemedaille. Im Mai 1996 gewann Jessica Gal in Den Haag ihren vierten Europameistertitel durch einen Finalsieg gegen Maria Pekli. Bei den Olympischen Spielen 1996 in Atlanta schied Jessica Gal sieglos aus.
1997 gewann Jessica Gal erstmals seit 1989 keinen Niederländischen Meistertitel. Bei den Europameisterschaften in Ostende erreichte sie den fünften Platz. 1998 und 1999 gewann sie noch zwei Niederländische Meistertitel, insgesamt waren es 13 Titel. Bei den Weltmeisterschaften 1999 in Birmingham unterlag sie im Halbfinale der Spanierin Isabel Fernández, den Kampf um Bronze gewann sie gegen die Schwedin Pernilla Andersson. Bei den Europameisterschaften 2000 verlor sie im Halbfinale gegen die Französin Barbara Harel und gewann Bronze durch einen Sieg über die Deutsche Karoline Kubatzki. Ihr letztes großes Turnier waren die Olympischen Spiele in Sydney, dort schied sie im Achtelfinale gegen Pernilla Andersson aus.
Jessica Gal ist als Sportärztin tätig. Sie ist die jüngere Schwester von Jenny Gal und damit Schwägerin von Giorgio Vismara.